# Jean Dercourt
Jean Michel André Dercourt (Boulogne-Billancourt, 1935. március 11. – 2019. március 22.) francia geológus, a Magyar Tudományos Akadémia tiszteleti tagja (1995). A Francia Természettudományi Akadémia titkára.

## Akadémiai tagságai
- Academia Europaea
- Académie du Venezuela
- Belga Királyi Akadémia
- Geological Society of America
- Hassan II Academy of Science and Technology
- Román Akadémia
- Société Géologique de Belgique
- Société Géologique de France

## Díjai
- Francia Köztársaság Becsületrendje
- Francia Köztársaság Nemzeti Érdemrendje